# Malarce-sur-la-Thines
Pour les articles homonymes, voir Thines.
Malarce-sur-la-Thines est une commune française, située dans le département de l'Ardèche en région Auvergne-Rhône-Alpes.

## Géographie

### Situation et description
Malarce-sur-la-Thines est une petite commune à l'aspect essentiellement rural de la communauté de communes Pays des Vans en Cévennes et qui comprend les villages de Malarce, Thines et Lafigère ainsi que de nombreux hameaux.

### Communes limitrophes
Malarce-sur-la-Thines est limitrophe de sept communes, situées pour six d'entre elles dans le département de l'Ardèche et une dans le Gard, et réparties géographiquement de la manière suivante :

### Climat
Pour des articles plus généraux, voir Climat d'Auvergne-Rhône-Alpes et Climat de l'Ardèche.
En 2010, le climat de la commune est de type climat méditerranéen franc, selon une étude du CNRS s'appuyant sur une série de données couvrant la période 1971-2000. En 2020, Météo-France publie une typologie des climats de la France métropolitaine dans laquelle la commune est exposée à un climat de montagne ou de marges de montagne et est dans une zone de transition entre les régions climatiques « Provence, Languedoc-Roussillon » et « Sud-est du Massif Central ».
Pour la période 1971-2000, la température annuelle moyenne est de 13,1 °C, avec une amplitude thermique annuelle de 17,3 °C. Le cumul annuel moyen de précipitations est de 1 694 mm, avec 8,2 jours de précipitations en janvier et 4,5 jours en juillet. Pour la période 1991-2020, la température moyenne annuelle observée sur la station météorologique de Météo-France la plus proche, « Les Vans-Sa », sur la commune des Vans à 7 km à vol d'oiseau, est de 13,9 °C et le cumul annuel moyen de précipitations est de 1 251,0 mm,. Pour l'avenir, les paramètres climatiques de la commune estimés pour 2050 selon différents scénarios d'émission de gaz à effet de serre sont consultables sur un site dédié publié par Météo-France en novembre 2022.

### Hydrographie
Le territoire communal de Malarce-sur-la-Thines est arrosé par le Chassezac, principal affluent de l'Ardèche, d'une longueur de 84,6 kilomètres et qui lui apporte ses eaux en rive droite. Son territoire est également parcouru par la Thines, un ruisseau, affluent du Chassezac.

## Urbanisme

### Typologie
Au 1er janvier 2024, Malarce-sur-la-Thines est catégorisée commune rurale à habitat très dispersé, selon la nouvelle grille communale de densité à 7 niveaux définie par l'Insee en 2022.
Elle est située hors unité urbaine et hors attraction des villes,.

### Occupation des sols
L'occupation des sols de la commune, telle qu'elle ressort de la base de données européenne d’occupation biophysique des sols Corine Land Cover (CLC), est marquée par l'importance des forêts et milieux semi-naturels (99,7 % en 2018), une proportion identique à celle de 1990 (99,7 %). La répartition détaillée en 2018 est la suivante : 
forêts (71,3 %), milieux à végétation arbustive et/ou herbacée (28,4 %), zones agricoles hétérogènes (0,3 %).
L'évolution de l’occupation des sols de la commune et de ses infrastructures peut être observée sur les différentes représentations cartographiques du territoire : la carte de Cassini (XVIIIe siècle), la carte d'état-major (1820-1866) et les cartes ou photos aériennes de l'IGN pour la période actuelle (1950 à aujourd'hui).

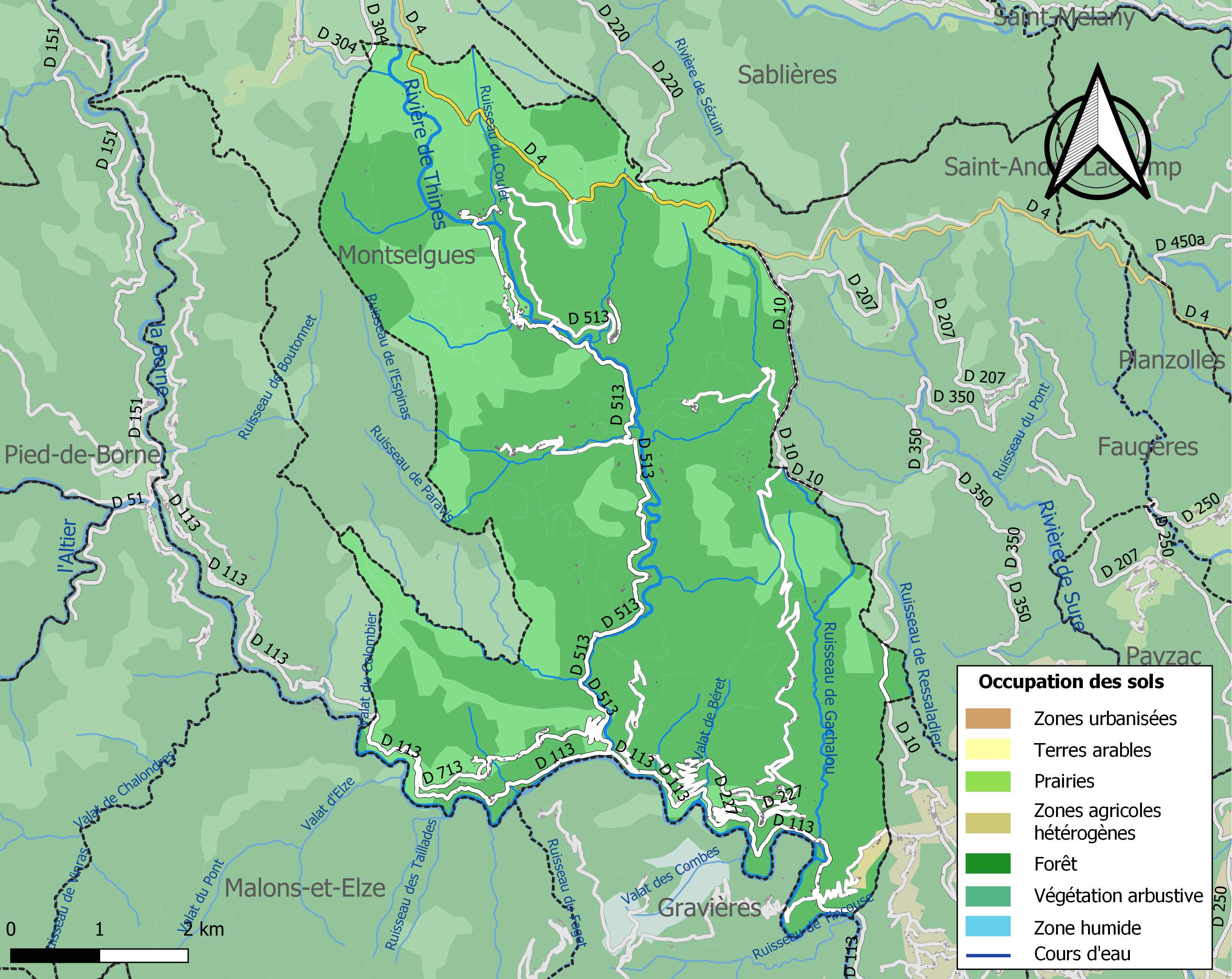
Carte des infrastructures et de l'occupation des sols de la commune en 2018 (CLC).

### Lieux-dits, hameaux et écarts
De nombreux lieux-dits sont situés sur la commune comme le Vert de Thines, qui est situé sur une crête surplombant le hameau de Thines et la vallée de la Thines. Ce lieu est notamment connu pour le rucher sauvage qui y fut découvert il y a quelques années, un très vieux rucher abandonné dans lequel plusieurs colonies d’abeilles étaient encore en activité où est produit le miel du Vert de Thines.
Aucune route ne mène au Vert de Thines, la crête est uniquement accessible par une ancienne piste.

## Histoire
Les moines bénédictins de Saint-Chaffre possédaient Thines au Xe siècle, cette dernière étant une étape du pèlerinage de Saint-Jacques-de-Compostelle.
- 4 août 1943 : massacre de résistants par l'occupant nazi[14],[15].
- 1er juillet 1975 : Thines et Lafigère sont rattachées à Malarce, Malarce devient Malarce-sur-la-Thines.

## Politique et administration

### Liste des maires
| Période                                  | Période  | Identité                  | Étiquette | Qualité     |
| ---------------------------------------- | -------- | ------------------------- | --------- | ----------- |
| avant 1981                               | 1993     | Michel Merle              | PS        |             |
| 1993                                     | 2014     | Philippe Faure            |           |             |
| 2014                                     | mai 2020 | Régis Le Flohic           |           | Artisan     |
| mai 2020                                 | en cours | Delphine Feuillade-Brière |           | Commerçante |
| Les données manquantes sont à compléter. |          |                           |           |             |

## Population et société

### Démographie
L'évolution du nombre d'habitants est connue à travers les recensements de la population effectués dans la commune depuis 1793. Pour les communes de moins de 10 000 habitants, une enquête de recensement portant sur toute la population est réalisée tous les cinq ans, les populations de référence des années intermédiaires étant quant à elles estimées par interpolation ou extrapolation. Pour la commune, le premier recensement exhaustif entrant dans le cadre du nouveau dispositif a été réalisé en 2004.

En 2022, la commune comptait 257 habitants, en évolution de +4,9 % par rapport à 2016 (Ardèche : +2,48 %, France hors Mayotte : +2,11 %).
| 1793 | 1800 | 1806 | 1821 | 1831 | 1836 | 1841 | 1846 | 1851 |
| ---- | ---- | ---- | ---- | ---- | ---- | ---- | ---- | ---- |
| 358  | 366  | 405  | 404  | 406  | 427  | 472  | 487  | 538  |

| 1856 | 1861 | 1866 | 1872 | 1876 | 1881 | 1886 | 1891 | 1896 |
| ---- | ---- | ---- | ---- | ---- | ---- | ---- | ---- | ---- |
| 469  | 422  | 397  | 414  | 363  | 332  | 326  | 341  | 348  |

| 1901 | 1906 | 1911 | 1921 | 1926 | 1931 | 1936 | 1946 | 1954 |
| ---- | ---- | ---- | ---- | ---- | ---- | ---- | ---- | ---- |
| 304  | 281  | 270  | 217  | 216  | 192  | 168  | 132  | 117  |

| 1962 | 1968 | 1975 | 1982 | 1990 | 1999 | 2004 | 2006 | 2009 |
| ---- | ---- | ---- | ---- | ---- | ---- | ---- | ---- | ---- |
| 100  | 89   | 89   | 200  | 244  | 258  | 248  | 260  | 231  |

| 2014 | 2019 | 2022 | - | - | - | - | - | - |
| ---- | ---- | ---- | - | - | - | - | - | - |
| 241  | 242  | 257  | - | - | - | - | - | - |

### Enseignement
La commune est rattachée à l'académie de Grenoble.

### Médias
La commune de Malarce-sur-la-Thines est située dans la zone de distribution de deux organes locaux de la presse écrite :
- L'Hebdo de l'Ardèche

Il s'agit d'un journal hebdomadaire français basé à Valence et couvrant l'actualité de tout le département de l'Ardèche.
- Le Dauphiné libéré

Il s'agit d'un journal quotidien de la presse écrite française régionale distribué dans la plupart des départements de l'ancienne région Rhône-Alpes, notamment l'Ardèche. La commune est située dans la zone d'édition de Privas-Vallée du Rhône.
Ici Drôme Ardèche est la radio publique locale couvrant le territoire de la commune et de l’ensemble du département.

## Culture locale et patrimoine

### Patrimoine religieux
- Église romane Notre-Dame de Thines, classée monument historique par Prosper Mérimée vers 1850[22]. À appareil polychrome, elle possède un escalier d'accès monumental, un portail monumental avec quatre statues-colonnes, un linteau sculpté, un chevet et des chapiteaux sculptés. La statue de Notre-Dame-de-Thines fut volée en 1975.
- Église Saint-Hippolyte de Malarce du hameau de Malarce, de style roman.
- Église Saint-Antoine de Lafigère du hameau de Lafigère, rénovée en 2007.

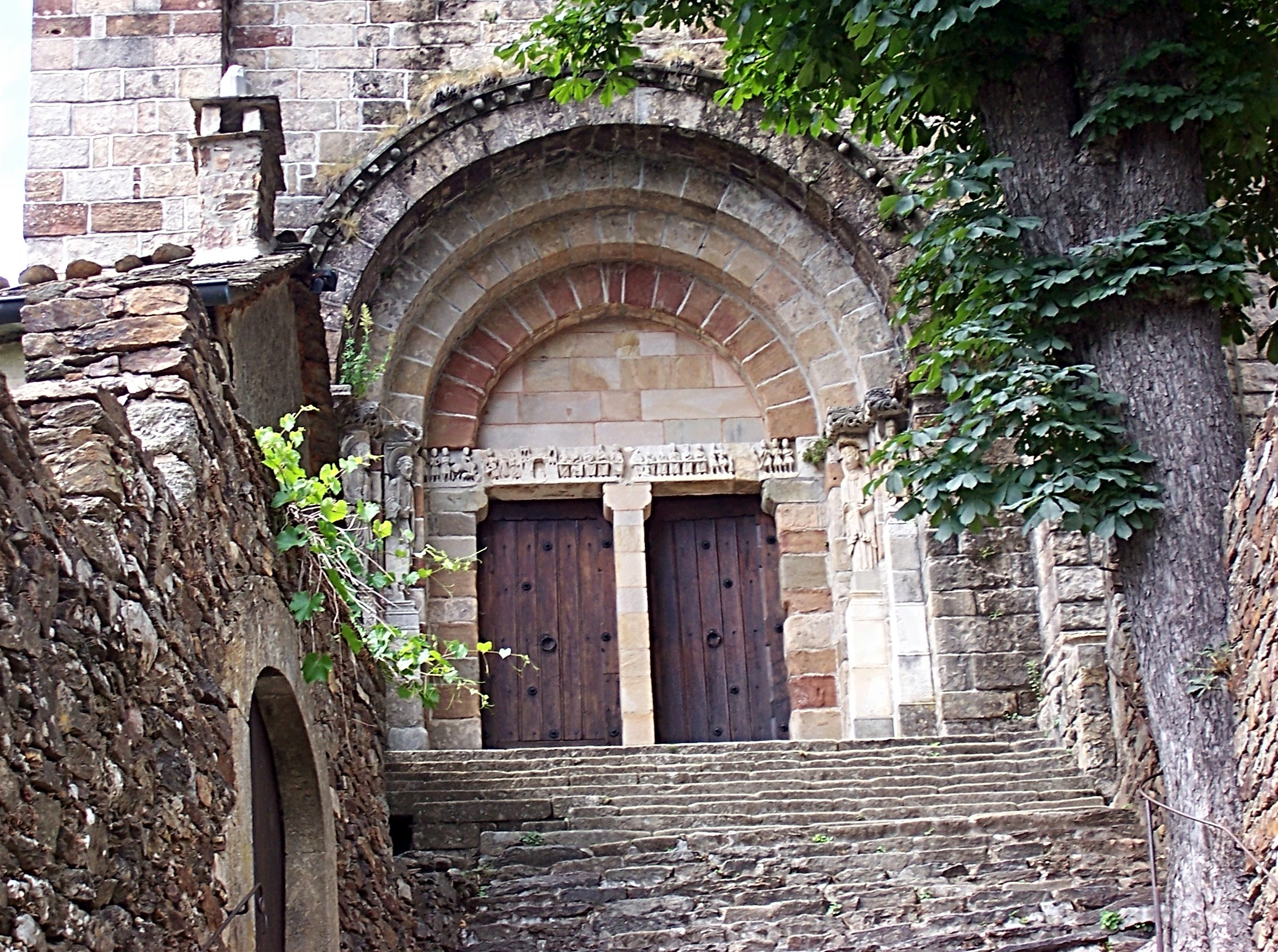
Porche de l’église Notre-Dame.
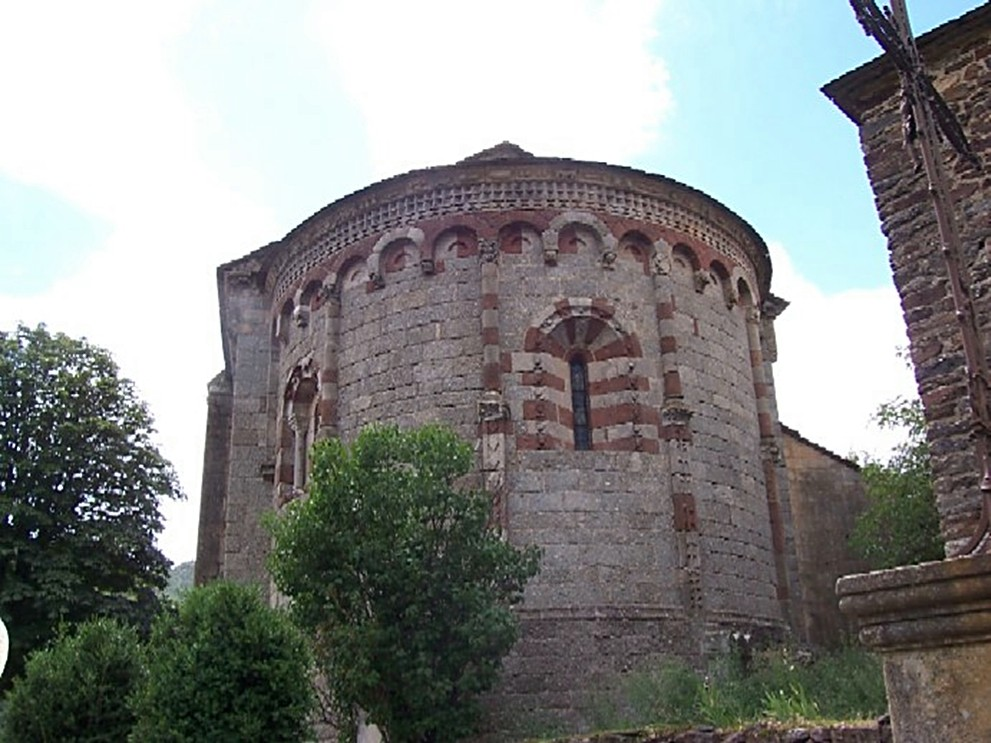
Chevet de l'église Notre-Dame.

### Lieux et monuments

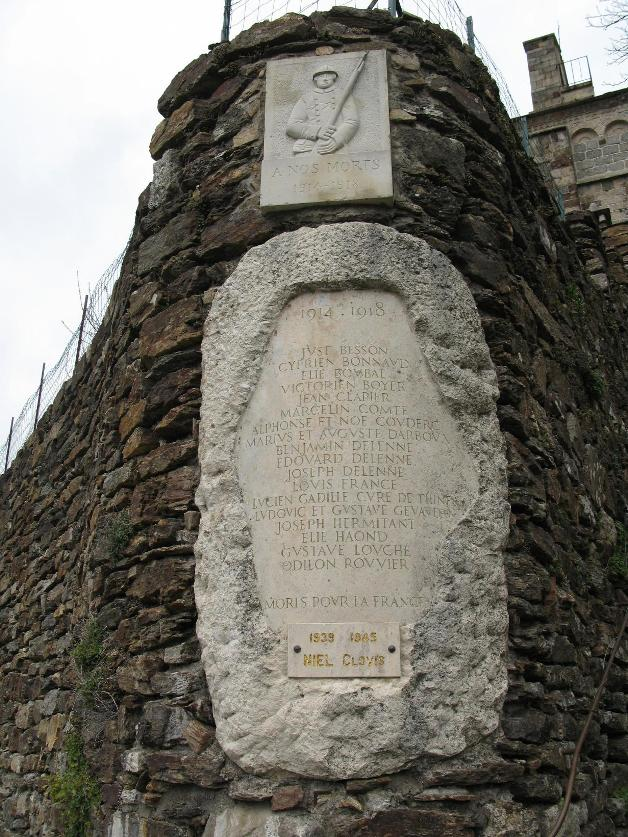
Monument aux morts.
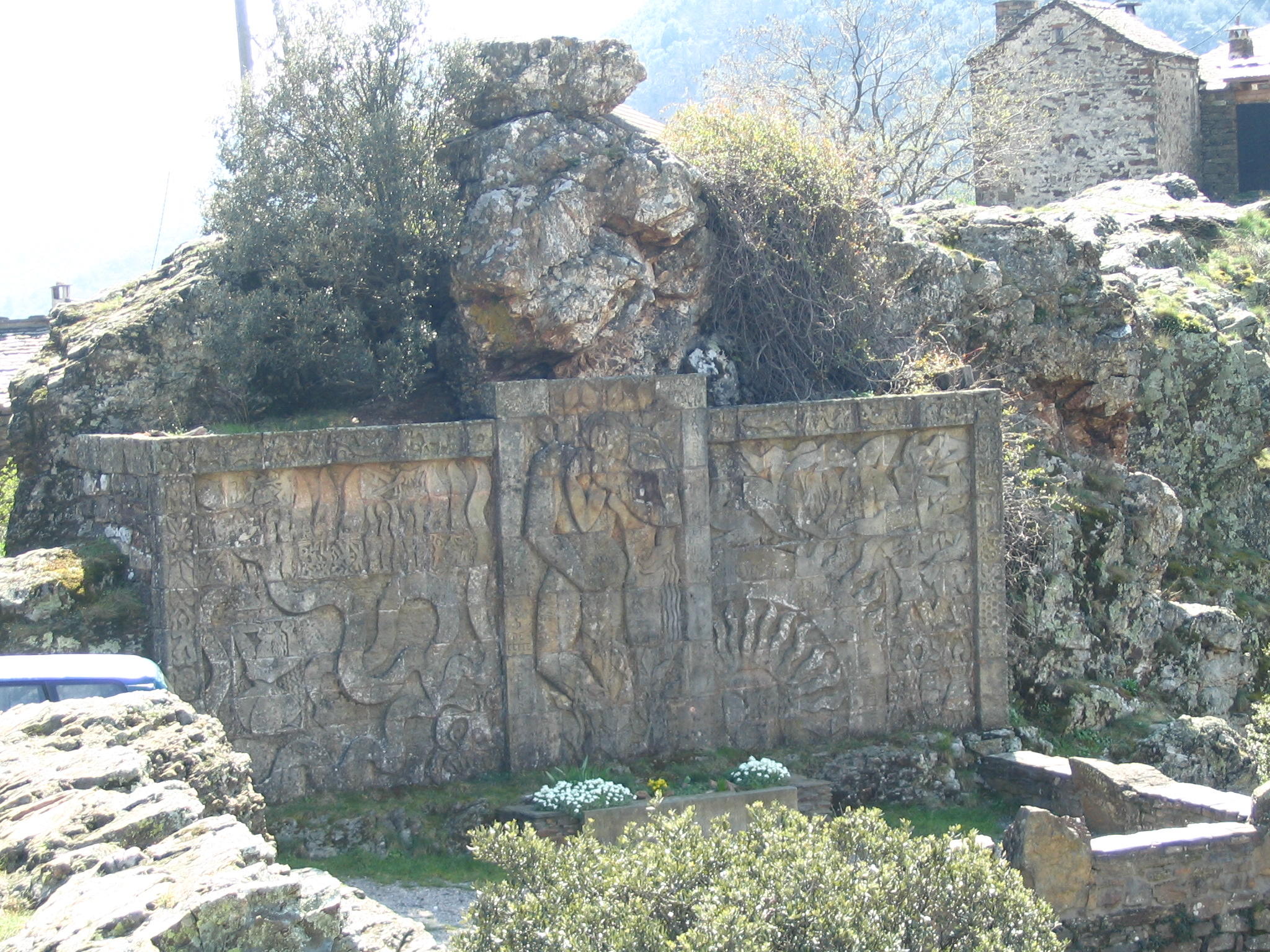
Monument de la Résistance.
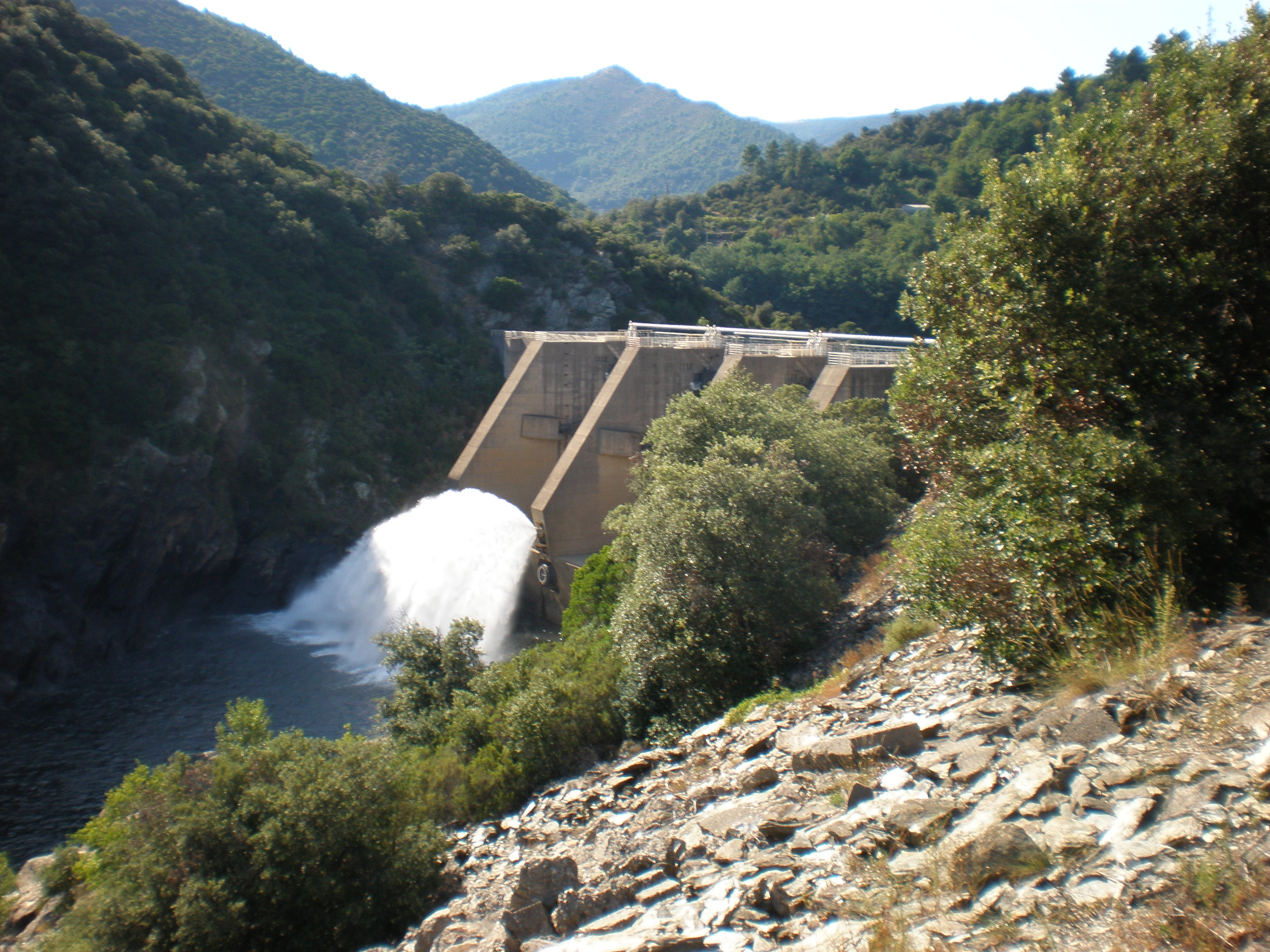
Barrage de Malarce sur le Chassezac.

- Monument à la résistance, au sein du village de Thines, sculpture originale œuvre de Marcel Bacconnier[23],[24].
- Maisons anciennes à Malarce.
- Barrage hydroélectrique sur le Chassezac (alimentant l'usine de Les Salelles) construit en 1968 et d'une retenue de 3,7 millions de m3.
- Usine hydroélectrique EDF à Lafigère (production annuelle 88 millions de kWh).

### Environnement
Commune de la zone périphérique du parc national des Cévennes et appartenant également au parc naturel régional des Monts d'Ardèche, Malarce-sur-la-Thines compte plusieurs zones naturelles d'intérêt écologique, faunistique et floristique de type I :
- Corniche de la Cévenne méridionale ;
- Tourbières du plateau de Montselgues ;
- Vallée de la Thines ;
- Vallée du Chassezac.

### Personnalités liées à la commune
- Marin Ledun, Dans le ventre des mères (2012)

### Héraldique
|  | Malarce-sur-la-Thines possède des armoiries dont l'origine et le blasonnement exact ne sont pas disponibles. |